# Dioscorea peperoides
Dioscorea peperoides là một loài thực vật có hoa trong họ Dioscoreaceae. Loài này được Prain & Burkill mô tả khoa học đầu tiên năm 1913.